# Hämelschenburg
Slot Hämelschenburg is een slot, gelegen in Emmerthal, Wezerbergland. Het is een van de kunstwerken van de Wezerrenaissance, en wordt als een van de belangrijkste renaissancebouwwerken in Duitsland gezien.
Tussen 1409 en 1414 werd een eerste burcht gebouwd, die in 1487 verwoest werd. Later werd deze weer herbouwd, maar in 1544 werd deze opnieuw verwoest, door een brand. In 1588 werd de burcht als waterburcht opnieuw herbouwd in Wezerrenaissance-stijl. Het kasteel was van de 16e eeuw af voortdurend in bezit van het ridderlijke geslacht Klencke.
Tijdens de Dertigjarige Oorlog (1618-1648), in een fase dat de katholieke keizerlijke coalitie de overhand had, waagde de moedige kasteelvrouwe, Anna von Holle, het om te paard naar de gevreesde legeraanvoerder Johan t'Serclaes van Tilly te gaan en van deze persoonlijk gedaan te krijgen, dat het kasteel gespaard zou blijven: Tilly verbood al zijn soldaten, op straffe des doods, het terrein van de Hämelschenburg te betreden.
In de nazi-tijd hebben de op het kasteel wonende, niet nazi-gezinde, Klenckes geweigerd, het kasteel voor propaganda van de NSDAP ter beschikking te stellen. De kasteelvrouwe stond in tegendeel toe, dat katholieke Poolse dwangarbeidsters, die in de streek tewerkgesteld waren, in de protestantse kerk van het kasteel de rooms-katholieke Heilige Mis konden volgen.
Een gedeelte van het kasteel is privé bewoond, door nazaten van de ridderlijke heren Klencke, er zijn echter ook een aantal vertrekken, waaronder de Rode Zaal,  museaal als stijlkamers ingericht. Dit gedeelte van het kasteel kan in het kader van een rondleiding worden bezichtigd. Het kasteel is ook een etappeplaats voor pelgrims, die de West-Duitse bedevaartroute naar Santiago de Compostela lopen.

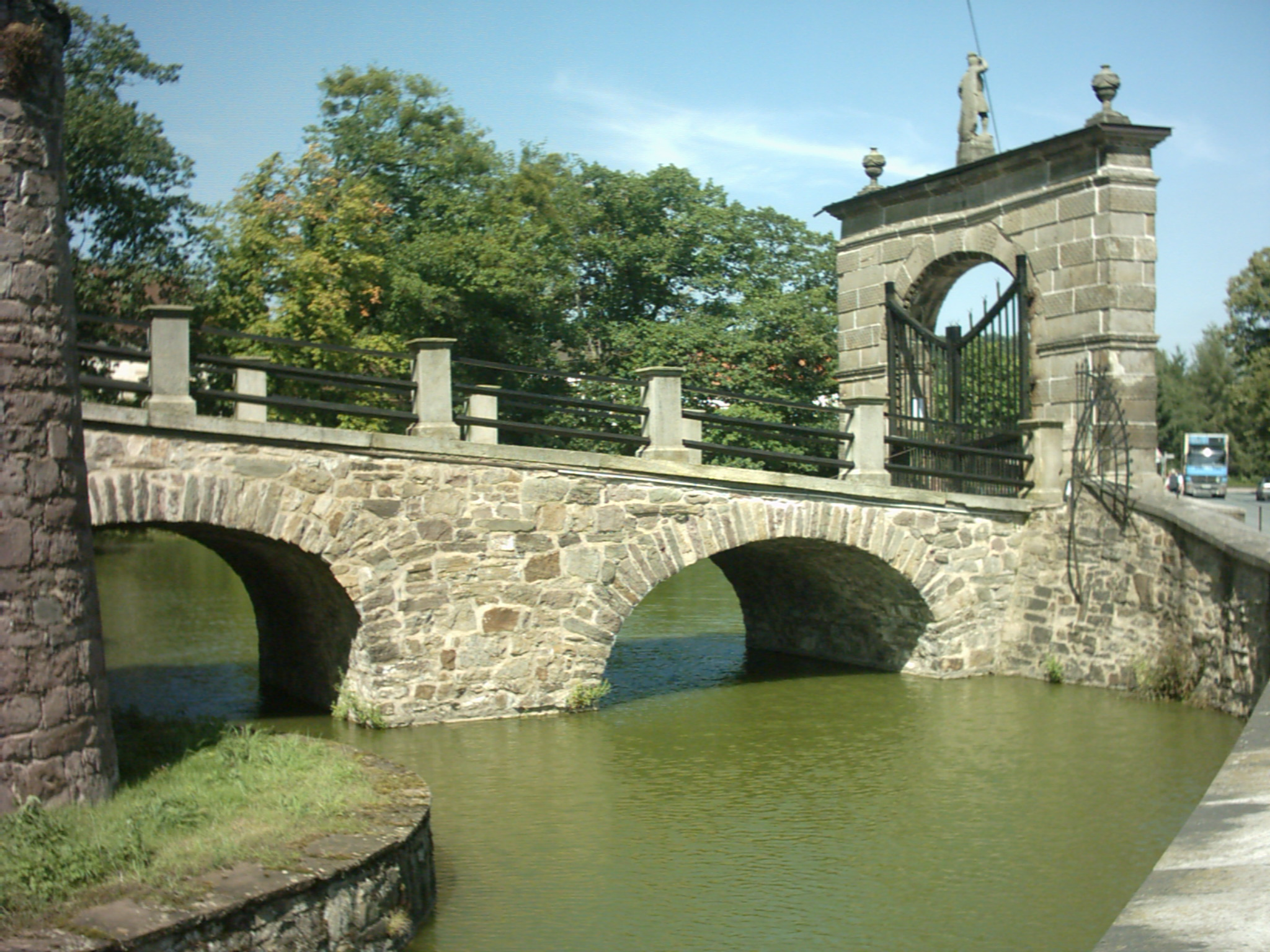
Kasteelbrug over de Emmer
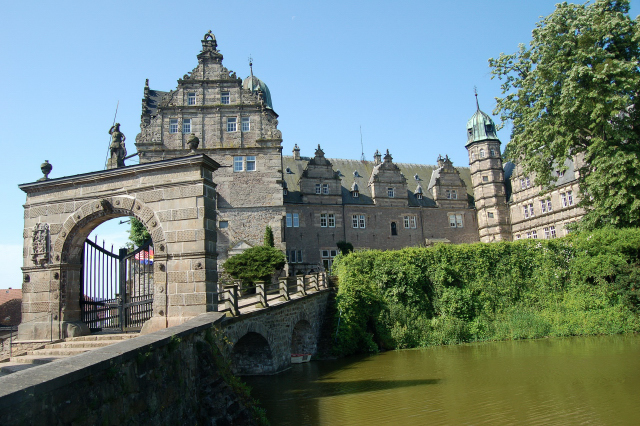
Poort, kasteelbrug, zgn. Ehrenhof
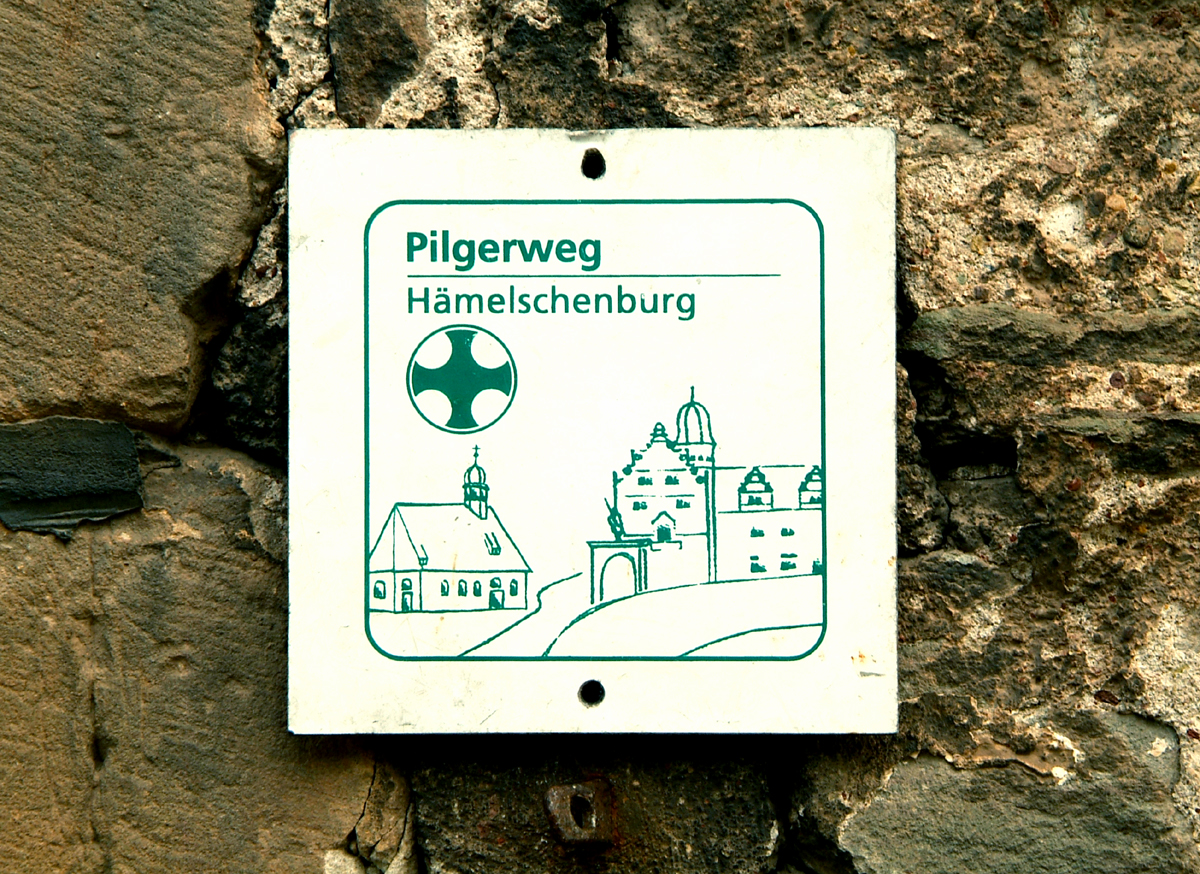
Pelgrimsroutebordje Hämelschenburg
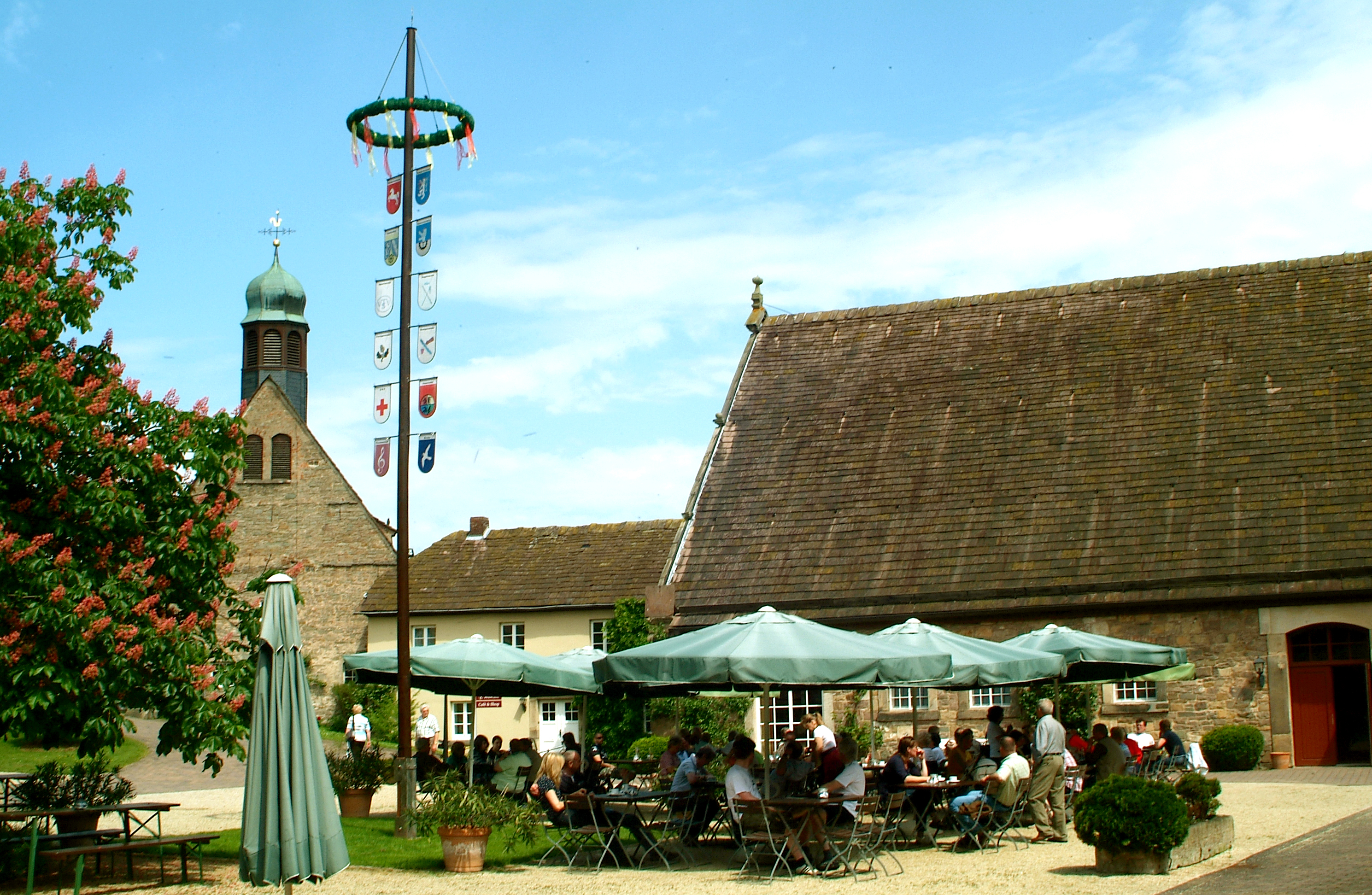
Museumcafé
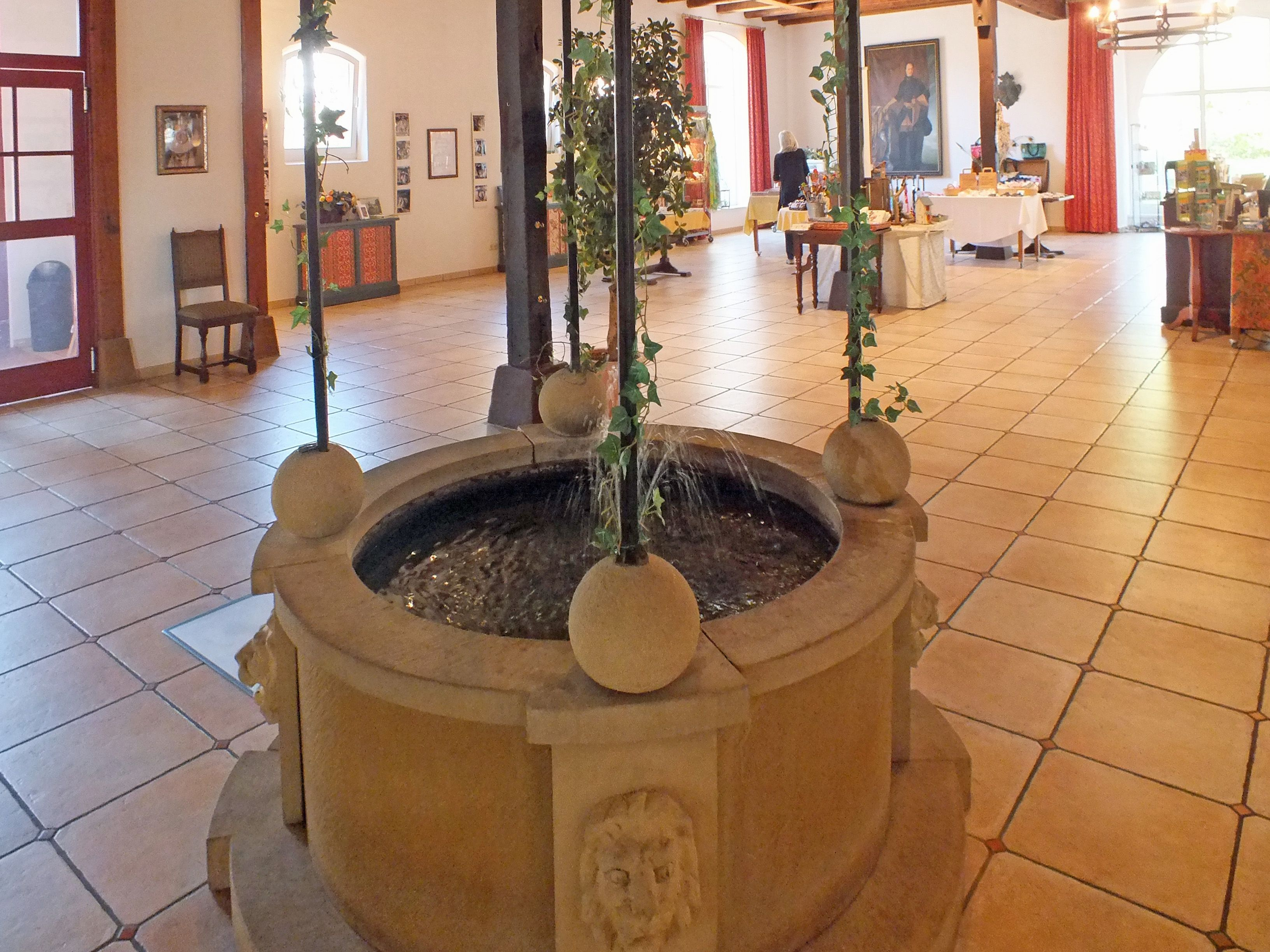
Ingangshal
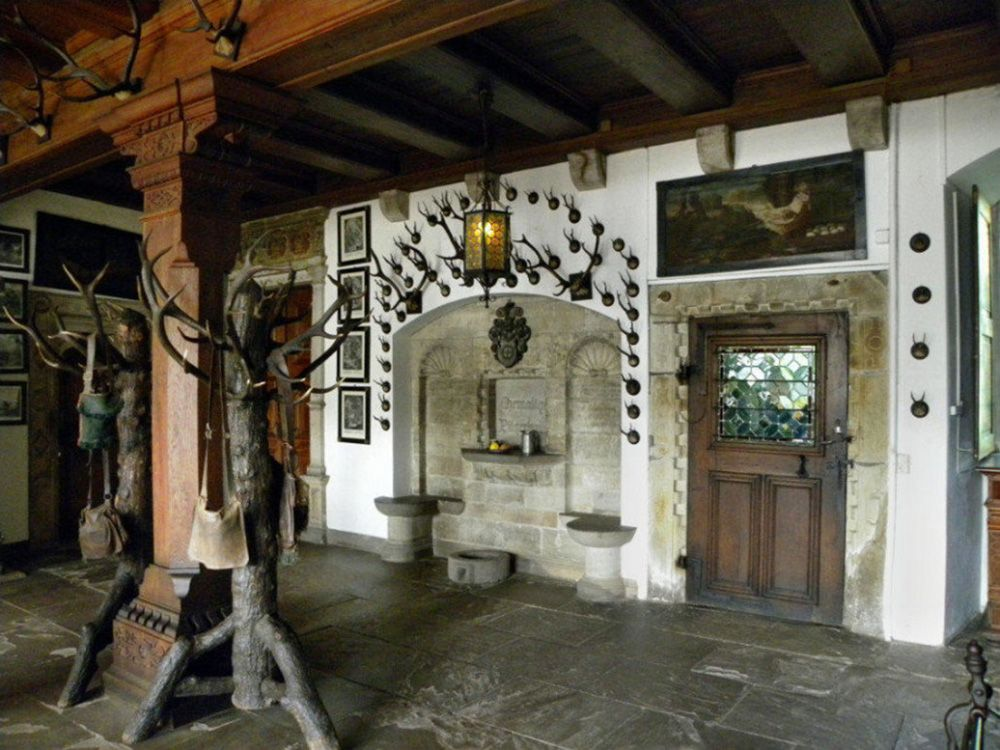
Pelgrimshal
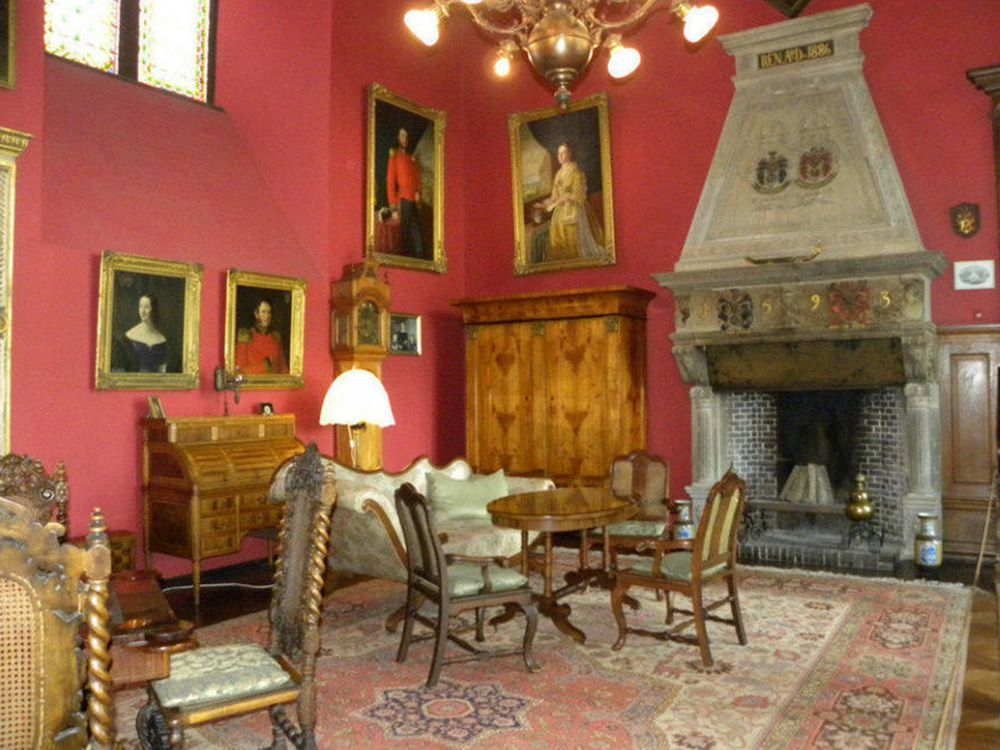
Rode zaal
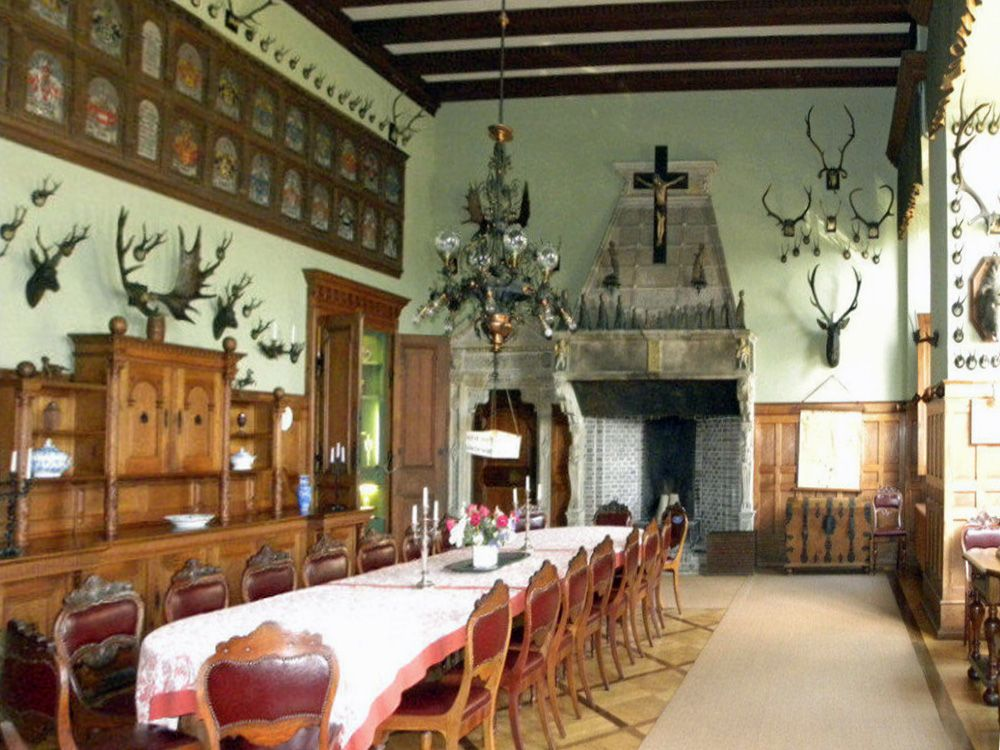
Eetzaal
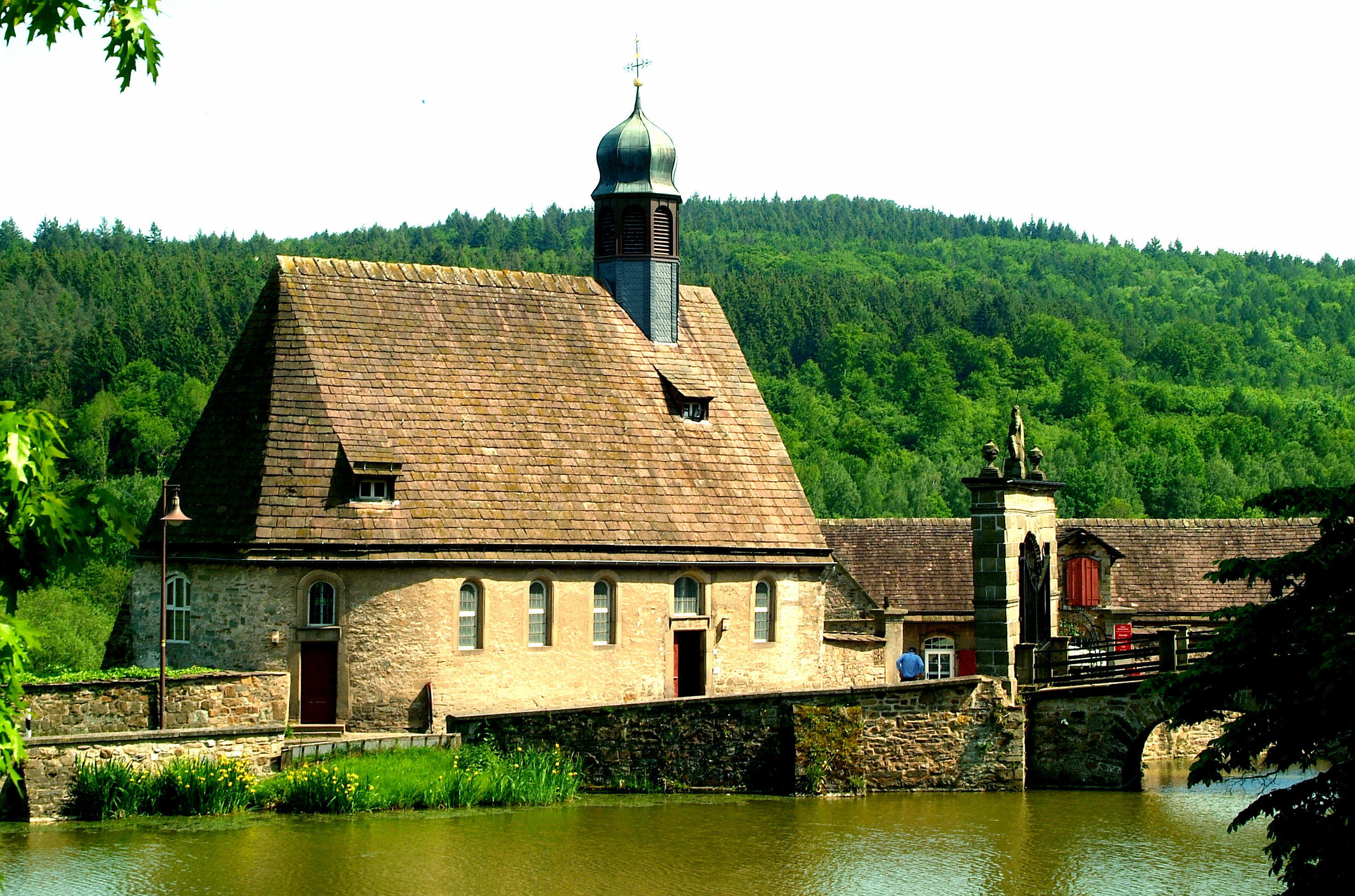
De kasteelkerk
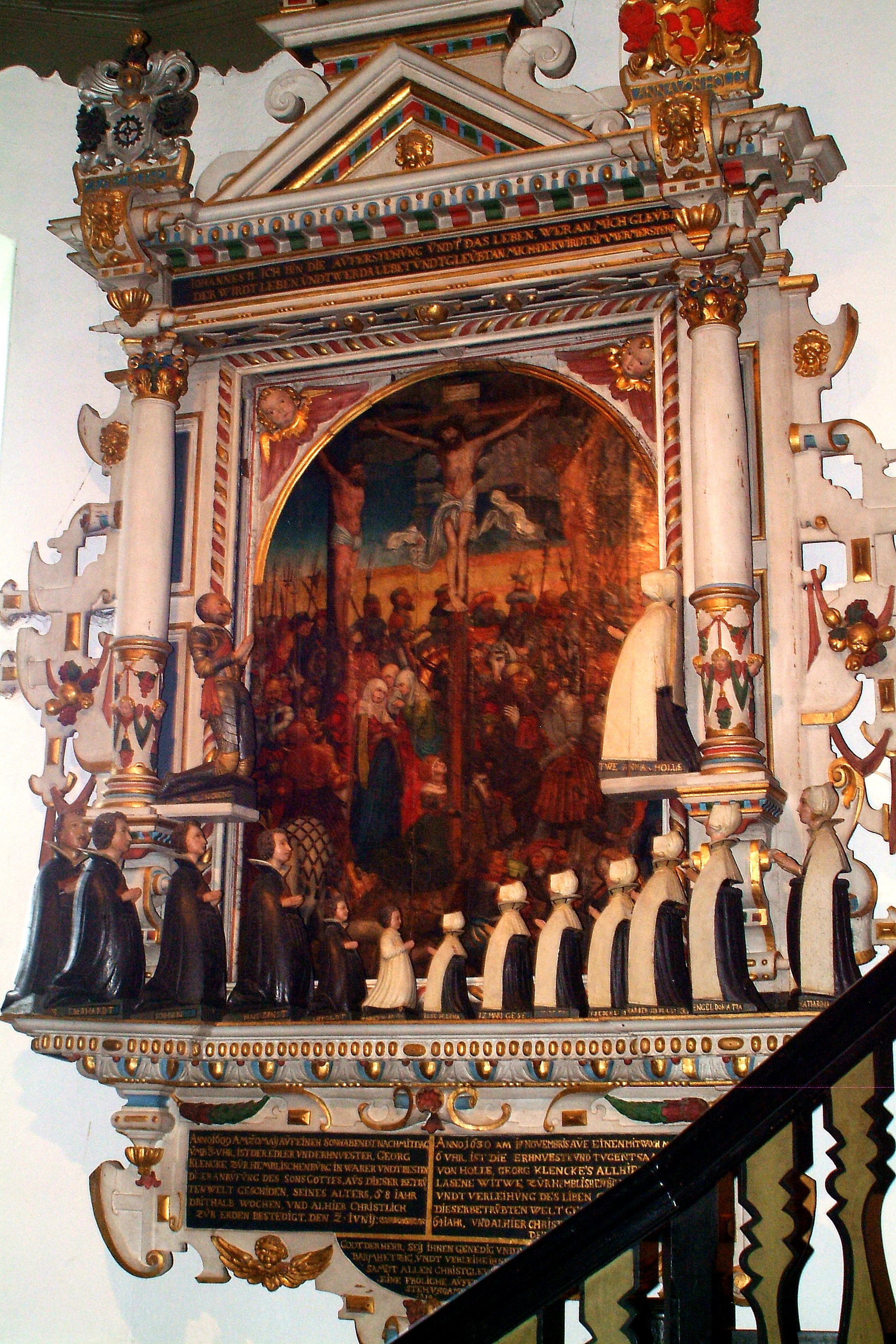
Grafmonument voor Jürgen Klencke  en Anna von Holle (Lucas Cranach de Jongere)

Bij het kasteel behoort een slotkerk, oorspronkelijk een in 1563 gebouwde aan Maria gewijde slotkapel. De kasteelvrouwe, Anna von Holle, schonk de kerk in 1603 een barokinterieur. In 1652 werd de kapel de evangelisch-gereformeerde dorpskerk van het bij het kasteel gelegen dorpje Hämelschenburg, wat zij nog steeds is. Het barokke interieur is behouden gebleven. De kerk kan- buiten de uren dat zij voor de eredienst wordt gebruikt - in het kader van een rondleiding in de weekends bezichtigd worden.